# Lijst van kanseliers van het prinsbisdom Luik
Dit is een lijst van de kanseliers van het prinsbisdom Luik, met de periode waarin ze hun ambt uitoefenden. De kanseliers zaten de Geheime Raad van de prinsbisschop voor en werden gekozen uit de leden daarvan die tot het Sint-Lambertuskapittel behoorden.

## Ontstaan
Op het einde van de 14e eeuw stelde Luik een cancellarius aan het hoofd van de Geheime Raad, kennelijk naar het model van het Heilig Roomse Rijk, Frankrijk en Bourgondië. Ook in de 11e en 12e eeuw omringden de bisschoppen van Luik zich soms al met kanseliers, maar hun taken waren wezenlijk bescheidener. Voor de 15e eeuw kennen we enkele Luikse kanseliers bij naam: Gilain de Sart (voor 1429), Jean de Seraing (tot 1444), Emeric Groy (vermeld in 1444 en 1447), Herman d'Eldris of d'Elderen (1465 en 1477) en Eustache Nyvar (tot 1494). Het reconstrueren van de kanselierslijst wordt bemoeilijkt door de schaarste aan archieven van vóór de verwoesting van Luik in 1468.

## Overzicht
- 1495-1505: Jean Arnulphi de Castilione
- 1506-1515: Lambert d'Oupeye
- 1515-1517: Jérôme Aléandre (kanselier of vice-kanselier tegelijk met Jean Ferret)
- 1517-1530: Léon d'Oultre, of Outers
- 1530-1538: Gérard Militis, of Chevalier
- 1538-1548: Louis de Cortenbach
- 1548-1557: Guillaume de Poitiers
- 1557-1582: Jean Witten
- 1582-1588: Nicolas de Woestenraedt
- 1588-1603: Jacques de Carondelet
- 1604-1612: Arnold de Wachtendonck
- 1613-1646: Christophe de Blocquerie
- 1646-1652: Paul de Groesbeeck
- 1652-1666: Pierre de Rosen
- 1667-1678: Lambert de Liverloo
- 1679-1696: Antoine-Jérôme d'Oyembrugge de Duras
- 1696-1715: Jean-Pierre de Rosen
- 1715-1715: Maximilien-Henri de Poitiers
- 1715-1722: Jean-Pierre de Rosen
- 1722-1723: Bertrand-Martin de La Naye
- 1724-1730: Adrien-François de Berlaymont de La Chapelle
- 1730-1743: Philippe-Alexandre-Théodore de Rougrave
- 1744-1763: Charles-Ernest de Breidbach de Bürresheim
- 1764-1771: Cesar van Hoensbroeck
- 1772-1784: Conrad-Philippe-Balthazar van der Heyden a Blisia
- 1784-1793: Jean-Pierre-Louis de Sluse de Beurs
- 1793-1795: César-Constantin-Marie de Méan de Beaurieux